# Умра-хан
Мохаммад Умра-хан (ок. 1860—1903) — пуштунский государственный и военный деятель, в 1881—1895 годах правитель туземного княжества Джандул на северо-западе территории Британской Индии. За проводившуюся им активную завоевательную политику получил прозвище «баджаурского Наполеона».
Точная дата его рождения неизвестна, а биографических фактов о молодых годах немного. Известно, что он был младшим сыном правителя Джандула Мохаммада Заман-хана; в 1879 году его отец умер, а престол унаследовал старший брат, которого звали так же, как и отца, — Мохаммад Заман-хан. Вскоре после этого Умра-хан со своими сторонниками попытался захватить престол, однако потерпел поражение и был вынужден бежать из Джандула в Сват. Там он увеличил своё войско и закупил большое количество винтовок, после чего в 1881 году вторгся в Джандул, на этот раз сумев свергнуть и убить своего старшего брата, тем самым захватив престол. После этого он начал укреплять армию княжества и завоёвывать соседние территории. К 1894 году, распространив свою власть почти на весь регион Баджаур, Умра-хан начал кампанию против соседнего княжества Читрал, вмешавшись в его внутренние дела. В частности, он подстрекал Амира уль-Мулька, сводного брата недавно унаследовавшего трон страны Низама уль-Мулька, к убийству последнего, а затем, добившись в этом деле успеха, сверг братоубийцу и поддержал претензии на читральский престол Шер Афзул-хана, дяди Амира, пользовавшегося поддержкой афганского эмира Абдуррахмана, и ввёл в княжество свои войска. В 1895 году в междоусобный конфликт вмешались британские власти в Индии, приказавшие Умра-хану вывести свою армию из Читрала. Его отказ привёл к началу Читральской экспедиции британской армии. Потерпев поражение, Умра-хан сумел вместе с семьёй бежать в Афганистан, вывезя на караване из одиннадцати мулов свои сокровища, и прожил там до конца жизни. Умер в Кабуле в 1903 году.
- Эта статья (раздел) содержит текст, взятый (переведённый) из одиннадцатого издания «Британской энциклопедии», перешедшего в общественное достояние.